# Doc Holliday
John Henry Holliday, "Doc" Holliday (født 14. august 1851 i Griffin, Georgia, USA, død 8. november 1887 i Glenwood Springs, Colorado, USA) var en amerikansk tandlæge og revolvermand. 
Holliday var en ven af Wyatt Earp og deltog ligeledes i Skudduellen ved O.K. Corral. Holliday havde gennem mange år et til-og-fra-forhold med Big Nose Kate. Han døde af tuberkulose på et sanatorium og blev begravet på Linwoods Kirkegård. 